# Eos Chaos
Eos Chaos é uma região irregular, de terreno caótico no quadrângulo de Coprates em Marte, localizado a 16.8º latitude sul e 46.9º.  Eos Chaos possui 490 km de extensão e recebeu o nome grego para Aurora, uma formação de albedo. 

## O sistema de cânionsValles Marineris
Eos Chaos é parte do maior sistema de cânions do sistema solar; este grande cânion abrangeria quase a mesma extensão transversal dos Estados Unidos. O nome do sistema de cânions completo é Valles Marineris.  Tendo seu início a oeste em Noctis Labyrinthus no quadrângulo de Phoenicis Lacus, o sistema de cânions termina no quadrângulo de Margaritifer Sinus em Capri Chasma e Eos Chasma (no sul).  A palavra chasma foi designada pela União Astronômica Internacional para se referir a uma depressão alongada de encostas íngremes.  Valles Marineris foi descoberto e nomeado em referência à missão Mariner 9.  Partindo a leste de Noctis Labyrinthus, o cânion se divide em duas fossas, Tithonium Chasma e Ius Chasma (no sul).  No meio do sistema se situam os vales de grande largura Ophir Chasma (norte), Candor Chasma, e Melas Chasma (sul).  Indo mais a leste, chega-se a Coprates Chasma. Na terminação de Coprates Chasma, o vale fica cada vez mais largo formando Capri Chasma no norte e Eos Chasma no sul.  As paredes destes cânions frequentemente apresentam camadas numerosas. O leito de alguns destes cânions contém grandes depósitos de materiais em camadas. Alguns pesquisadores acreditam que as camadas se formaram em uma época em que estes cânions se encontravam preenchidos por água. Os cânions são profundos na mesma medida em que são largos. Em alguns locais eles chegam a atingir de 8 a 10 km de profundidade.  Vale lembrar que o Grand Canyon na Terra possui apenas 1.6 de profundidade.

## Camadas
Imagens  das rochas nas encostas dos cânions quase sempre exibem camadas. Algumas camadas parecem ser mais rígidas que outras.  Algumas falésias em Marte exibem algumas camadas mais escuras se destacando e muitas vezes se partindo em grandes pedaços; supõe se que estas camadas sejam rochas vulcânicas rígidas ao invés de depósitos de cinza vulcânica fofa. Devido à sua proximidade à região vulcânica de Tharsis, as camadas rochosas podem ser compostas de fluxo de lava, provavelmente misturada com depósitos de cinza vulcânica que caiu da atmosfera seguindo grandes erupções. É provável que os estratos rochosos das encostas preservem uma longa porção da história geológica de Marte.  Camadas escuras podem ser resultados de fluxos de lava escuros. A rocha vulcânica escura basalto é comum em Marte. Por outro lado, depósitos claros podem ser depósitos fluviais, lagos, cinzas vulcânicas, ou depósitos de areia soprados pelo ventou ou poeira. Os Mars rovers descobriram que as rochas claras contém sulfatos. Tendo sido formados provavelmente na presença de água, depósitos de sulfatos são de grande interesse para os cientistas por conter traços de vida extinta.  O instrumento  Reconnaissance Orbiter Compact Reconnaissance Imaging Spectrometer for Mars (CRISM) detectou sílica opalina em alguns estratos ao longo e no interior do sistema de cânions de Valles Marineris. Como sulfatos ferrosos foram ocasionalmente encontrados próximo a sílica opalina, especula-se que os dois depósitos tenham se formado com um fluido ácido.